# NGC 69
NGC 69 ( в других каталогах - PGC 1191, MCG 5-1-66 ) — линзовидная галактика с перемычкой, которая находится в созвездии Андромеды и входит в группу галактик NGC 68. Открыта в 1855 году Р. Дж. Митчеллом, который описал её как «чрезвычайно слабую, очень маленькую, круглую».

## Наблюдения
NGC 69 находится почти в середине по линии между Альфой Андромеды и Дельтой Андромеды. Галактика имеет очень слабый блеск в 14.8m, следовательно, видна только в крупные телескопы от 250мм. Поверхностная яркость NGC 69 очень мала и составляет около 23.39 mag/arcsec2 из-за чего ее наблюдения возможны лишь при хорошем темном небе.